# Emi Mahmoud

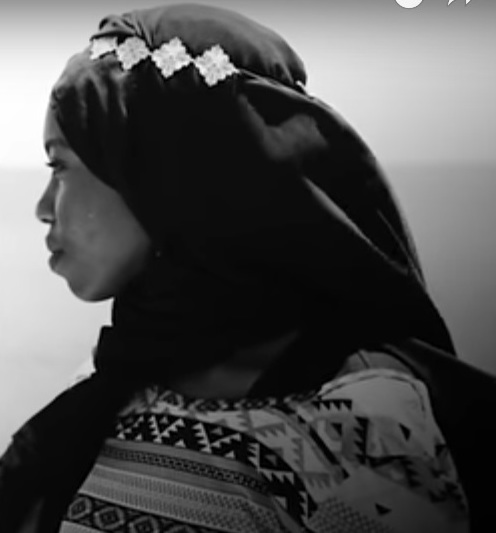
Emi Mahmoud (2016)

Emtithal Emi Mahmoud (arabisch إمتثال "إيمي" محمود; geb. 1992 oder 1993 in Darfur) ist eine sudanesisch-US-amerikanische Dichterin und Aktivistin. Sie gewann 2015 die Weltmeisterschaft im Poetry-Slam.

## Herkunft und Ausbildung
Emi Mahmoud kam 1992 oder 1993 in der westsudanesischen Region Darfur zur Welt. Die Familie zog in den Jemen, als sie noch ein Kleinkind war. 1998 zog die Familie in die USA. Als sie sieben Jahre alt war, kehrten sie in den Sudan zurück. Ihre Eltern nahmen an Bildungsprotesten teil, nachdem die Regierung die Bezahlung der Lehrer eingestellt hatte, was auf die Kinder einen großen Eindruck und ihnen die Bedeutung von Bildung klar machte. Emis Schwester ist die Dichterin und Aktivistin Afaq „Foo Foo“ Mahmoud.
Mahmoud besuchte die Julia R. Masterman High School in Philadelphia und erhielt ein Leonore Annenberg-Stipendium, eine Auszeichnung, die alle Kosten für vier Jahre an einem College in den Vereinigten Staaten abdeckt. Anschließend besuchte sie die Yale University, wo sie ein Anthropologie- und Molekularbiologiestudium absolvierte, das sie 2016 abschloss.

## Poetry
Während ihres Studiums in Yale kam Mahmoud erstmals mit Spoken Word Poetry in Berührung. Sie schloss sich ¡Oyé! an, die dem Latino Cultural Center auf dem Campus angegliedert war, dann dem Yale Slam Team. Im Jahr 2013 spielte sie die Rolle einer Gedichtleserin in einem Kurzfilm mit dem Titel Haleema.
2015 nahm Mahmoud an der Individual World Poetry Slam Championship teil und gewann den Wettbewerb. Ihr preisgekröntes Gedicht hieß „Mama“ und war ein Tribut an ihre Mutter, die an der Veranstaltung nicht teilnehmen konnte, da sie im Sudan an der Beerdigung von Mahmouds Großmutter teilnahm.

## Aktivismus
Seit der Highschool ist Mahmoud auch politisch aktiv und setzt sich gegen die anhaltende Gewalt in Darfur ein. Seit 2014 macht sich Mahmoud auch für die Rechte von Sichelzellenanämie-Patienten in Nepal stark. 2016 wurde sie zu einem runden Tisch mit Präsident Obama eingeladen, als dieser die Islamische Gesellschaft von Baltimore besuchte. Im Jahr 2016 wurde sie eingeladen, eines ihrer Gedichte bei der Generalversammlung der Vereinten Nationen in New York vorzutragen. Ebenfalls 2016 startete sie eine Kampagne auf dem Laureates and Leaders Summit in Neu-Delhi. 2017 nahm Mahmoud an der How to Do Good-Rednertour teil, bei der sie in New York, Oslo, Stockholm, Den Haag, Brüssel, Paris, London und York 2018 Gedichte vortrug und über die von ihr unterstützten Projekte sprach.
2018 wurde sie Goodwill-Botschafterin des UN-Hochkommissars für Flüchtlinge und war Eröffnungsrednerin eines TEDxTalks im Kakuma-Flüchtlingslager in Kenia. Sie besucht auch Flüchtlingslager in Griechenland und Jordanien, um auf die Situation der Flüchtlinge aufmerksam zu machen.
Im April 2024 rief Mahmoud zum Jahrestag des Bürgerkriegs im Sudan dazu auf, diesen Konflikt nicht zu vergessen.

## Auszeichnungen
- 2015: Gewinnerin bei der Individual World Poetry Slam Championship
- 2016: Mitgewinnerin beim Women of the World Poetry Slam
- 2015: Aufnahme in die Liste der 100 most Inspirational Women across the World der BBC[21]